# Quadrangle Elysium
El quadrangle de Elysium és un dels 30 mapes quadrangulars de Mart utilitzats pel Programa de Recerca en Astrogeologia del Servei Geològic dels Estats Units (USGS). El quadrangle d'Elysium també es coneix com MC-15 (Carta de Mart-15). El nom Elysium fa referència als Camps Elisis, el paradís de la mitologia grega.

## Característiques
El quadrangle Elysium cobreix l'àrea de 180° a 225° de longitud oest i de 0° a 30° de latitud nord en Mart. Elysium Planitia està en el quadrilàter Elysium. El quadrilàter Elysium inclou una part de Lucus Planum. Una petita part de la Formació Medusae Fossae s'hi troba en aquest quadrilàter. Els cràters més grans d'aquest quadrangle són Eddie, Lockyer i Tombaugh. Elysium conté volcans importants anomenats Elysium Mons i Albor Tholus i valls fluvials, un dels quals, Athabasca Valles, és possiblement un dels més joves de Mart. En el costat est hi ha una depressió allargada anomenada Orcus Patera. És possible que en el sud existira un gran llac prop de Lethe Valles i Athabasca Valles.